# Erich Hallhuber
Erich Hallhuber (14. července 1951, Mnichov – 17. září 2003, Mnichov) byl německý herec, hrával v divadlech, operách, televizi i ve filmech.
Jeho otec byl operní zpěvák a herec. Hrál ve filmu Amen. Zemřel na epileptický záchvat ve svém bytě v Mnichově v roce 2003.